# Caesar en Josientje
Caesar en Josientje is een Belgische stripreeks getekend en geschreven door Maurice Tillieux. Het is een gagreeks die zich centreert op Caesar, een vrijgezel van middelbare leeftijd en zijn buurmeisje van 6 jaar Josientje. Caesar moet vaak op het meisje passen. Door de nieuwsgierigheid en ondeugd van Josientje komt Caesar nogal eens in de problemen hetgeen voor grappige situaties zorgt.

## Geschiedenis
Tillieux ontwierp het figuurtje Caesar in 1957. Er verschenen van hem in totaal 4 kortverhalen in het Franstalige weekblad Spirou (en niet in de Nederlandstalige equivalent Robbedoes) in de periode 1957 tot 1959. Nevenpersonages waren agent Petitcarné (Bonnenschrijver) en dienst zoontje Ernest (Joost). Vanaf het vierde verhaal krijgt Caesar zijn definitieve uiterlijk: slank, lichtbruin haar en een bril. Hij lijkt hiermee een beetje op Kwabbernoot uit de Robbedoes-reeks. In 1960 stapt Tillieux over naar weekblad Le Moustique dat net zoals Spirou door uitgeverij Dupuis wordt gepubliceerd. Nieuwe personages worden geïntroduceerd zoals Ernestine (Josientje), het zusje van Ernest dat haar broer gaandeweg zal vervangen. Een andere personage is Eglantine (Jochen), de kuisvrouw van Caesar. Al deze personages zijn geïnspireerd op mensen uit Tillieux' directe omgeving: Josientje op zijn jongste dochtertje, agent Bonnenschrijver op zijn buurman en Jochen op zijn echte kuisvrouw. De reeks zou voortaan als gagreeks verschijnen. In 1966 stopt Tillieux met  de reeks omdat zijn dochtertje inmiddels 8 jaar is geworden en hem veel minder replieken bedient waar hij de meeste inspiratie uithaalde voor het schrijven van Josientje. In 1969 wordt de reeks in kleur heruitgegeven in Spirou en ook voor het eerst in het Nederlands in Robbedoes. De gags verschenen evenwel in een andere volgorde dan die in Le Moustique. In december 1973 verscheen de reeks voor de laatste keer in de weekbladen. De gags werden gebundeld in 4 albums die door Dupuis werden uitgegeven van 1971 tot 1974 (zowel in het Frans als in het Nederlands).

## Personages

### Caesar (Frans: César)
Vrijgezel en woont alleen. Eenzaam is hij echter niet, want Josientje komt heel veel bij hem over de vloer. Van beroep is hij tekenaar. Hij werkt voor een aantal niet nader genoemde weekbladen. Hij draagt meestal een wit hemd, zwarte broek, rode sokken, bruine schoenen en een zwart strikje. Als hij naar buiten gaat doet hij vaak een bruine hoed op en een blauwe jas aan. Bij slecht weer trekt hij een bruine regenjas aan. Caesar is slank en kalend met lichtbruin haar op zijn achterhoofd en ter hoogte van zijn slapen. Hij is quasi onafscheidelijk van zijn pijp. Caesar heeft een oude gele wagen die veel lawaai maakt. Hiermee valt hij wel vaker in affronten. Het merk van de wagen wordt nooit genoemd, maar het is heel duidelijk dat de tekenaar zich heeft gebaseerd op de Ford Model T.

### Josientje (Frans: Ernestine)
Ze is 6 jaar en het buurmeisje van Caesar. Ze is echter vaker bij Caesar dan bij haar ouders. Vaak zet haar vader haar bij Caesar af omdat hij alweer eens naar zijn schoonzus moet omdat er daar een kalf geboren is. Caesar gaat het meisje vaak van school halen. Josientje eet ook regelmatig bij Caesar, met andere woorden hij is een tweede vader voor haar. Haar goede manieren bijbrengen is niet zo simpel, want het meisje zit vol kattenkwaad waar Caesar meer dan eens het slachtoffer van wordt. Josientje weet het echter wel meestal zo te spelen dat niet zij zal worden terechtgewezen, maar dat Caesar uiteindelijk zal worden bestempeld als de idioot die haar het slechte voorbeeld geeft. Een andere favoriete bezigheid van Josientje is Caesar overstelpen met vragen. Caesar probeert haar dan een slim maar toch simpel antwoord te geven hopende dat het meisje het vlug zal begrijpen. Als ze blijft doorvragen zal hij zich uiteindelijk vast zetten en het antwoord gewoon niet meer weten. Josientje draagt doorgaans een rood kleedje met een wit schortje voorgebonden, witte sokjes en dito schoentjes. Haar donkere haren houdt ze samengebonden met een rood strikje. Als het buiten koud is, trekt ze haar rode jasje aan, een witte muts en witte sjaal.

### Agent Bonnenschrijver (Frans: agent Petitcarné)
Hij is de buurman van Caesar en de vader van Josientje. Hij heeft zijn naam niet gestolen, want hij houdt ervan om bekeuringen te geven. Caesar is bijna altijd het slachtoffer van zijn drift om te verbaliseren. Als hij zijn uniform niet draagt is hij best te genieten, althans dat denkt hij dan toch zelf. Als oud-strijder houdt hij ervan om Caesar verhalen te vertellen hoe trouw en dapper hij het vaderland heeft gediend. Deze verhalen vervelen Caesar echter, al probeert de laatste dat niet te laten merken. Bonnenschrijver is echter niet dapper en evenmin van de slimste. Hij wil Caesar weleens een vriendendienst bewijzen door hem helpen met klusjes of het installeren van apparaten. Het resultaat is meestal rampzalig voor Caesar. Bonnenschrijver ligt geregeld overhoop met zijn vrouw die maar heel af en toe in de reeks opduikt.

### Jochen (Frans: Eglantine)
Zij is de poetsvrouw van Caesar. Ze is eigenlijk liever lui dan moe. Als Caesar op haar grommelt omdat ze te weinig doet of klaagt dat het op bepaalde plaatsen nog steeds even vuil is, heeft ze altijd wel een gevatte repliek klaar. Hoe kan ik nu werken, in zo een zwijnenstal is een van haar favoriete antwoorden. Jochen heeft ook steeds commentaar op de manier waarop Caesar Josientje dingen probeert bij te brengen. Dat leidt er dan toe om te vertellen hoe het er tijdens haar jeugd aan toe ging.

### Joost (Frans: Ernest)
Hij is de (oudere?) broer van Josientje. Hij is echter zelden te zien. Van gezicht lijkt hij erg veel op zijn zus. Hij houdt van muziek en snoep.

## Albums
De gags werden gebundeld in 4 albums allemaal uitgegeven door Dupuis. In totaal beslaat elk album 48 pagina's waarvan de eerste 2 titelpagina en de laatste 2 reclame voor het weekblad Robbedoes zijn. Elk album bevat 44 gags (van steeds één pagina).  Op elke cover staat bovenaan "Caesar en Josientje Nr." in het zwart gedrukt gevolgd door het nummer van het album in het rood. Albumtitels staan vlak onder de  reekstitel in het rood gedrukt.
| Nummer | Titel               | Oorspronkelijke titel    | Jaar uitgifte | Opmerkingen |
| ------ | ------------------- | ------------------------ | ------------- | --- |
| 1      | Fratsenschool       | L'école des gags         | 1971          | Voorlaatste pagina reclame voor Robbedoes door Caesar en Jochen, laatste pagina overzicht van titels uit andere reeksen uitgegeven door Dupuis    |
| 2      | Met z'n tweetjes    | La vie à deux            | 1971          | Voorlaatste pagina reclame voor Robbedoes door Josientje en Jochen, laatste pagina overzicht van titels uit andere reeksen uitgegeven door Dupuis |
| 3      | Wat een beroep!     | Quel métier!             | 1972          | Laatste 2 pagina's overzicht van titels uit andere reeksen uitgegeven door Dupuis                                                                 |
| 4      | Dat pakt gek uit... | Au fil des mauvais jours | 1974          | Laatste 2 pagina's overzicht van titels uit andere reeksen uitgegeven door Dupuis                                                                 |

## Covers weekblad Robbedoes
In totaal verschenen Caesar en Josientje 9 keer op de cover van het weekblad Robbedoes:
- 1969: nummers 1603, 1612, 1619, 1644
- 1970: nummer 1680
- 1971: nummer 1734
- 1972: nummers 1774 en 1780 (enkel Josientje)
- 1973: nummer 1830 (enkel Caesar)